# Engenhoca (Niterói)
Engenhoca é um bairro de origem operária da Zona Norte do município de Niterói, no Leste Metropolitano, estado do Rio de Janeiro.

## Etimologia
O nome, oriundo de antigos engenhos existentes na área, é um tributo ao passado do bairro, que até 1920 era formado por três grandes fazendas: Fazenda das Palmeiras (com palmeiras dispostas em alameda até a entrada principal); Fazenda da Madame (localizada perto dos limites com Fonseca) e a Fazenda do Alemão (próxima aos limites com o Barreto).

## Localização
O bairro da Engenhoca limita-se com o Fonseca, Santana, Barreto e Tenente Jardim, em Niterói, e com o bairro Venda da Cruz, no município de São Gonçalo. Sua área é de 1,93 Km2, e a densidade populacional registrada em 1991 era a mais alta da região, com 12.027 hab/Km2.

## História
Em épocas atrás era um pequeno engenho. Possuía dois grandes casarões um situado na Av. João brasil, principal Rua do bairro, demolido para a construção do Posto de Saúde Municipal. O outro situava nas aproximações no largo de São Jorge (Centro do bairro); também demolido por se encontrar em péssimo estado de conservação e hoje possui novas instalações.
Com o término da 1ª Grande Guerra Mundial, inicia-se no Brasil o processo de industrialização que irá se espraiar por suas regiões metropolitanas, inclusive a do Rio de Janeiro. O vizinho bairro do Barreto torna-se um pólo industrial produzindo, basicamente, tecidos, vidro e fósforos. A Engenhoca, com seus amplos espaços, era o local ideal para moradia dos operários que trabalhavam no Barreto. Paralelamente ao parcelamento das terras observa-se a ascensão de alguns clãs familiares: família Esteves e família Mendes, principalmente. Estas famílias vão estar presentes em aspectos do bairro, quer sejam econômicos ou políticos.
Este caráter de divisão do espaço com conotações de delimitação de área de influência política, irá se manter por mais tempo e, podemos observá-la melhor quando constatamos a presença marcante da família Cravinho na parte da Engenhoca próxima ao Fonseca, ou de Francisco Esteves em outros locais do bairro, ou ainda a atuação de Renato Silva nas áreas próximas ao município de São Gonçalo.

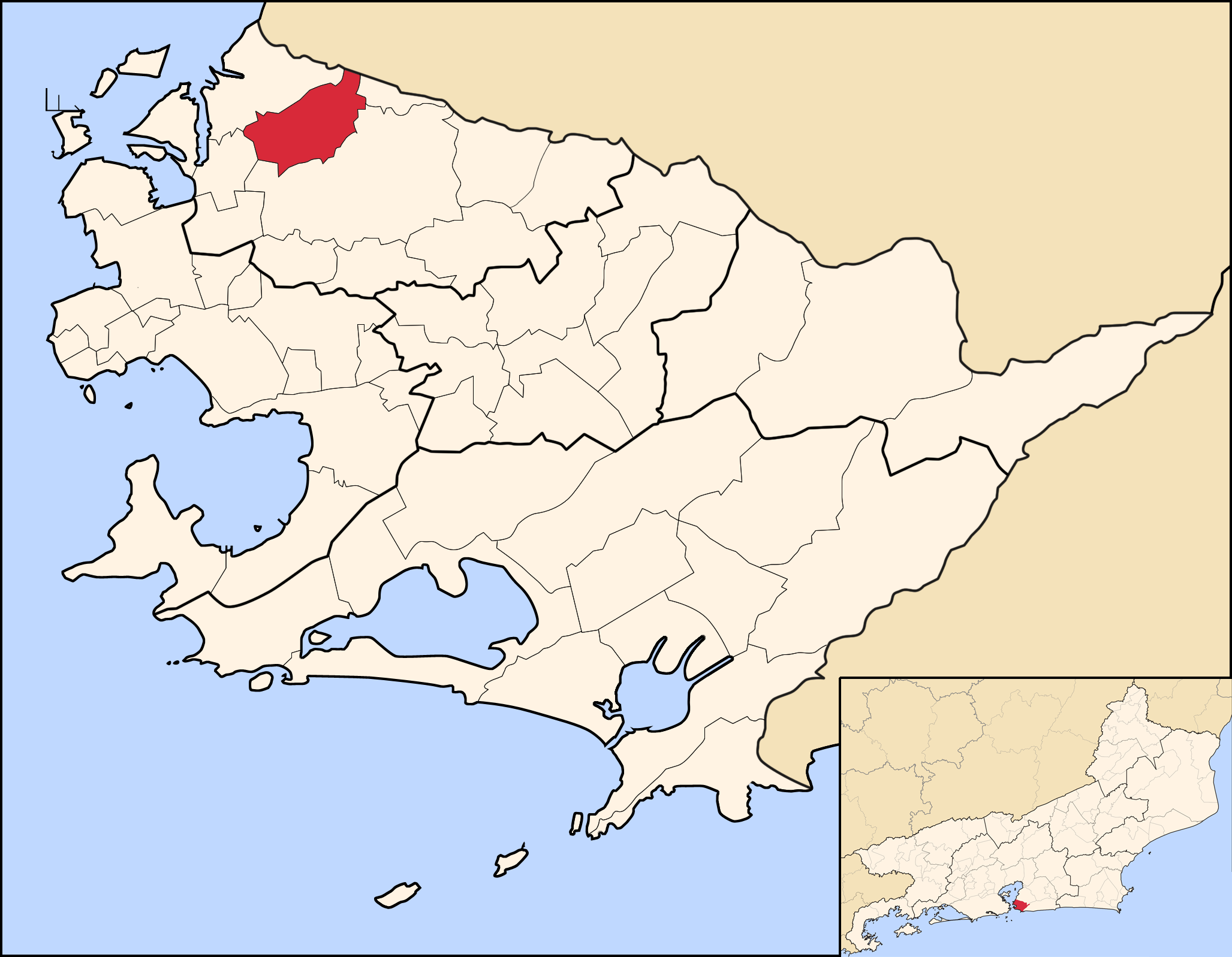
Localização do bairro do Engenhoca no município de Niterói.

A partir de 1946 observa-se o início da pavimentação dos logradouros, bem como a inauguração da rede elétrica. É nesta época que também ocorre a incrementação do processo de parcelamento das terras do bairro, fato que propicia significativo aumento populacional. O comércio floresce, como pode-se comprovar pela presença, entre outros, de um grande armazém, pertencente ao Sr. Saraiva, bem como padarias e farmácias. A presença do bonde consolida esse desenvolvimento, como ademais irá ocorrer em outros locais do município.
O antigo Largo da Morte, que detinha esse nome por ser local de disputas entre estivadores, concentrava o comércio da época e foi posteriormente rebatizado como Largo de São Jorge, numa tentativa de recuperação de sua imagem. A Engenhoca de então tinha fama de bairro onde se concentravam valentes.
Do ponto de vista religioso, o bairro possuía a Igreja do Divino Espírito Santo, o Centro Espírita de José Neto, bem como contava com a igreja protestante Assembléia de Deus. Existia ainda no bairro um time de futebol — o Espírito Santo — datando desta época a construção do primeiro ginásio da Engenhoca. Neste contexto encontramos ainda a Paróquia Nossa Senhora Mãe da Divina Providência.
O bairro é pioneiro em alguns aspectos, quer do ponto de vista social, quer do institucional. A Legião Brasileira de Assistência (LBA) instalou na Engenhoca um posto de atendimento com uma das primeiras creches do Estado. Também no bairro observou-se uma tentativa de uso social da terra, com a atuação de Arlindo Drumond — dono de grande parte da localidade hoje conhecida como Cravinho — que oferecia suas terras para que famílias ali se instalassem produzindo para consumo próprio. 
Bairro eminentemente operário, onde a atuação do Partido Comunista foi sempre muito presente, encontramos no trabalho desenvolvido pelo médico Nelson Penna, através dos Centros Comunitários, um embrião das futuras Associações de Moradores. Com o início do processo de decadência das indústrias do Barreto, refletindo o que vinha ocorrendo a nível nacional, transformações incidem tanto sobre esse bairro como também refletem-se na Engenhoca, expressando-se pelo esvaziamento populacional bem como pelo desaquecimento da atividade comercial.
Uma das maiores personalidades do bairro foi Manoel Miranda da Silva, conhecido como Cravinho residiu no bairro até seu falecimento em 1964, sendo um interlocutor político reconhecido. Sua importância se reflete na nomeação a dois logradouros locais a Rua Manoel Miranda da Silva, com entrada pela Daniel Torres e o Largo do Cravinho na interseção das ruas Daniel Torres, Coronel Leôncio e Doutor Péricles.
Também foi o bairro onde nasceu o cantor Jessé, em 25 de abril de 1952, na Travessa Henrique Castrioto; mas aos seis anos foi morar em Brasília, quando seu pai transferiu-se para trabalhar como funcionário Público.